# Xerephedromyia ustjurtensis
Xerephedromyia ustjurtensis är en tvåvingeart som beskrevs av Fedotova 1991. Xerephedromyia ustjurtensis ingår i släktet Xerephedromyia och familjen gallmyggor.
Artens utbredningsområde är Kazakstan. Inga underarter finns listade i Catalogue of Life.